# 苏晓东
苏晓东，北京大学生命科学学院教授，主要从事结构生物学、生物化学及分子生物学等方向的研究，中华人民共和国教育部第五批"长江学者"特聘教授，早年曾就读于北京大学。